# Li Jiawei
Li Jiawei (chiń. 李佳薇, pinyin Lǐ Jiāwēi; ur. 9 sierpnia 1981 w Pekinie) – singapurska tenisistka stołowa, srebrna medalistka olimpijska z Pekinu, dwukrotna medalistka mistrzostw świata.
Trzykrotnie startowała w igrzyskach olimpijskich (2000, 2004, 2008). W turnieju indywidualnym dwukrotnie, w Atenach i w Pekinie zajęła 4. miejsce w grze pojedynczej, natomiast drużynowo w 2008 roku wywalczyła srebrny medal.
W mistrzostwach świata nie osiągała sukcesów w grze pojedynczej, jednak w grze podwójnej w Zagrzebiu (2007) zdobyła brązowy medal, a rok później w Guangzhou została wicemistrzynią świata w turnieju drużynowym.
Jest dwukrotną brązową medalistką Igrzysk Azjatyckich w grze pojedynczej (2002, 2006) oraz brązową medalistką Mistrzostw Azji 2005 w Czedżu.